# Where's My Perry?

Where's My Perry? é um Spin-Off da série Phineas and Ferb e do jogo Where's My Water? da  Disney Interactive, desenvolvido pela Creature Feep; o jogador controla  Perry o Ornitorrinco ao longo de 80 níveis.